# 阿利斯泰尔·德赖登
阿利斯泰尔·德赖登（英語：Alistair Dryden，1942年12月18日—），新西兰男子赛艇运动员。他曾代表新西兰参加1962年大英帝国和英联邦运动会赛艇比赛，获得男子八人单桨有舵手银牌。

## 家庭
父亲吉姆·德赖登。